# Hexed
Hexed è il decimo e ultimo album in studio della band melodic death metal finlandese Children of Bodom, pubblicato l'8 marzo 2019 dalla Nuclear Blast. È l'unico album del gruppo con Daniel Freyberg in formazione, entrato nel 2016.

## Tracce
Testi e musiche di Alexi Laiho.
1. This Road – 4:33
2. Under Grass and Clover – 3:33
3. Glass Houses – 3:27
4. Hecate’s Nightmare – 4:09
5. Kick in a Spleen – 3:34
6. Platitudes and Barren Words – 4:13
7. Hexed – 5:03
8. Relapse (The Nature of My Crime) – 3:26
9. Say Never Look Back – 4:23
10. Soon Departed – 4:54
11. Knuckleduster (Ri-registrata da Trashed, Lost & Strungout) – 3:27

Tracce bonus
1. I Worship Chaos (live) – 3:35
2. Morrigan (live) – 4:58
3. Knuckleduster (remix) – 5:30

## Formazione
Gruppo
- Alexi Laiho – voce, chitarra solista e ritmica
- Jaska Raatikainen – batteria, cori
- Henkka Seppälä – basso, cori
- Janne Wirman – tastiera
- Daniel Freyberg - chitarra, cori

Produzione
- Mikko Karmila - produzione e missaggio
- Denis Forkas - copertina